# История корейской анимации
История анимации в Южной Корее началась с преобладания в ней японских и американских персонажей. Первый озвученный анимационный персонаж был создан в 1936 году. В 1948 году в Пхеньяне открылась первая анимационная студия на Корейском полуострове. В 1967 году вышло первое в Корее телевизионное анимационное шоу. Вышедший в 1987 году «Детёныш динозавра Дулли»[아기공룡 둘리] произвёл настоящий фурор на анимационном рынке того времени.
Хотя южнокорейская анимация имеет относительно короткую историю по сравнению с другими странами, она продолжает развиваться и в настоящее время. Анимация РК подвержена большому влиянию со стороны США и Японии, но у неё есть уникальный стиль и особенности. Ниже представлены основные периоды южно-корейской анимации и их характеристики.
1.	Ранний этап (1960—1970-е годы): В раннем этапе анимационной истории преобладали образовательные анимации или анимации для рекламы. В то время в РК не было технологий инфраструктуры, необходимой для производства отечественной анимации, поэтому импорт и показ иностранных работ был обычным явлением.
2.	Появление частных анимационных студий (1980-е годы): В 80-е годы с появлением частных студий начинается развитие корейской анимации. Характерными примерами являются произведение Нам Гун Сона «Великое приключение золотого меча» и др. На этом этапе лишь небольшое количество работ было передано на аутсорсинг или произведено внутри страны.
3.	Этап коммерческого успеха и культурного роста (1990-е — начало 2000-х): Начиная с 90-х годов, корейская анимация постепенно привлекала внимание внутри страны по мере появления коммерчески успешных работ. В число типичных мультфильмов, появившихся в этот период, входят «Мальчик из будущего Конан» и «Ностальгический детектив Хон Гиль Дон». Кроме того, благодаря политике поддержки корейского правительства и усилиям отечественных компаний, анимационная индустрия растёт и приобретает широкую популярность.
4.	Попытка новых жанров и выход на мировой рынок (конец 2000-х — настоящее время): Со второй половину 2000-х годов в корейской анимации предпринимались попытки поднимать разнообразные темы и пробовать новые жанры. В частности, в анимационных сериалах особый упор делается на драматическую и реалистичную линию героя.

## История
Согласно записям, первым озвученным анимационным персонажем был «Геккум», созданный в 1936 году. В 1948 году открылась академия анимации в Пхеньяне.

## Республика Корея
До 1960-х годов корейская анимация существовала только для коммерческой рекламы. Главными аниматорами того периода были Син Дон Хун и его ученик Син Нельсон, но их ресурсы и методы были ограниченными из-за политической ситуации и отсутствия анимационных школ.
Первый полнометражный анимационный фильм "Хон Гиль Дон(1967))[홍길동] был произведен Segi Company и анимирован Син Дон Хоном. Син Дон Хон создал ещё один ильм «Хопи и Чадольбави»[호피와 차돌바위] (1967), но, не добившись такого же успеха, как с первым фильмом, закончил карьеру в анимации.
В 1987 году «Детёныш динозавра Дулли» впервые вышел в эфир в качестве телешоу из 6 частей, а в 1988 году в эфир вышел ещё один сериал, состоящий из 7 частей. В следующем году вышел полнометражный фильм «Детёныш динозавра Дулли». За 30 лет, прошедших с запуска франшизы Дулли, годовой объем продаж на рынке составил от 2-х до 3-х миллиардов вон (приблизительно 1,7 — 2,7 миллиона долларов по состоянии на июль 2018 года).
Вышедший в эфир на канале EBS «Пингвинёнок Пороро» (2003) [ 꼬마 펭귄 뽀로로 (뽀롱뽀롱 뽀로로)] стал новым представительным персонажем корейской анимации. «Пингвинёнок Пороро» транслировался в 127 странах мира и стал первым корейским анимационным фильмом, подписавшим прямой контракт с Walt Disney Animation Studio.
По состоянию на 2015 год набирают популярность многие отечественные анимационные продукты, такие как «Тобот» (машина-трансформер «Тобот») [변신자동차 또봇], «Ларва» [라바] и «Маленький автобус Тайо» [꼬마버스 타요].
Телесериал «Ларва» заработала около 10 миллиардов вон. Кроме того, отечественные персонажи, такие как «Маленький Автобус Тайо», также приносят значительные продажи благодаря поддержке маленьких зрителей.

## КНДР
SEK Studio [The Scientific and Educational Film Studio of Korea or SEK Studio](ведущая северокорейская анимационная компания) предоставляет свои услуги зарубежным клиентам в Италии, Испании, Франции, Китае, России, Японии и, косвенно, в США.
Анимация в КНДР создаётся в основном для распространения идеологии и ценностей страны, а также в образовательных целях. Ниже приводится введение в северо-корейскую анимацию.
1.	Основная тема: Большинство северокорейских мультфильмов подчеркивают социалистическую и коммунистическую идеологию и охватывают различные аспекты страны, включая её политику, общество, культуру и вооруженные силы. Основные идеи затрагивают темы революции, энтузиазма рабочих, уверенности в своих силах и уничтожения источника врага, а также движение за независимость и антияпонское движение.
2.	Графический стиль: Северокорейская анимация имеет отличный от японского стиля способ рисования. Особенностью являются толстые линии, а человеческое тело и фон нарисованы относительно просто. Цвета яркие и насыщенные, часто используются национальные символические цвета — красный и синий.

## Эволюция метода создания персонажей
В 1980—1990-е годы набирают популярность комиксы, тем самым увеличивается количество нарисованных персонажей.
В период с 2000 по 2010 год в Южной Корее стали популярны, так называемые, Flash-персонажи, поскольку их стало проще создавать.
Десять лет спустя 3D анимация в основном создавалась с помощью программного обеспечения 3D Studio MAX или MAYA.